# Andrómaca (Martín y Soler)
Andrómaca (título original en italiano, Andromaca) es un dramma per musica en tres actos, con música de Vicente Martín y Soler según un libreto de Apostolo Zeno, basado en la obra Andrómaca, de Jean Racine. Se estrenó en el Teatro Regio de Turín el 26 de diciembre de 1780.

## Historia
Esta ópera se ambienta en Troya, después de su caída ante los griegos. El libreto de Zeno, según él mismo explicó, era una síntesis de la Andrómaca de Eurípides, la Andrómaca de Racine, Las troyanas de Eurípides y Las troyanas de Séneca. Ninguno de los personajes es invención del propio Zeno.
Esta ópera rara vez se representa en la actualidad; en las estadísticas de Operabase aparece con sólo una representación en el período 2005-2010.

## Personajes
| Personaje                                                                                                  | Tesitura                   | Reparto del estreno, 26 de diciembre de 1780 (Director: Paolo Domenico Canavasso) |
| --- | -------------------------- | --------------------------------------------------------------------------------- |
| Andrómaca / Andromaca - viuda de Héctor, princesa troyana y esclava de Pirro                               | mezzosoprano               | Luísa Todi                                                                        |
| Astianacte / Astianatte - hijo de Andrómaca y Héctor                                                       |                            |                                                                                   |
| Telémaco / Telemaco - hijo de Ulises, secuestrado y criado por Andrómaca                                   |                            |                                                                                   |
| Pirro / Pirro - hijo de Aquiles, rey de Epiro y amante de Andrómaca                                        | sopranista                 | Domenico Bedini                                                                   |
| Hermíone / Ermione - hija de Menelao, rey de Esparta, y de Helena, y prometida a Pirro y amante de Orestes | soprano                    | Rosa Bagioni                                                                      |
| Ulises / Ulisse - rey de Ítaca y embajador griego                                                          |                            |                                                                                   |
| Orestes / Oreste - hijo de Agamenón, rey de Argos, y amante de Hermíone                                    | tenor                      | Antonio Prati                                                                     |
| Pílades / Pilade - amigo de Orestes                                                                        | sopranista                 | Giuseppe Benigni                                                                  |
| Clearte - confidente de Hermíone                                                                           | mezzosoprano "en travesti" | Angiola Marzorati "l'Ingesina"                                                    |

## Argumento
Al final de la Guerra de Troya, Andrómaca, fiel viuda de Héctor, su hijo Astianacte y Telémaco, el hijo de Ulises, al que ella ha secuestrado y criado como hijo propio, son cautivos de Pirro (soprano), rey de Epiro, quien desea a Andrómaca aunque ella rechaza su amor y teme por la vida de Astianacte, a quien los griegos consideran heredero de la fuerza de Héctor. La princesa espartana Hermíone, prometida a Pirro, se ve superada por los celos ante la traición de su amante, y quiere eliminar a su rival. Ulises llega para obligar a Pirro a que cumpla con su compromiso con Hermíone, para castigar a Andrómaca por el secuestro y la muerte (que cree él) de su hijo y para matar a Astianacte. Protegida por Pirro, Andrómaca esconde a los niños en la tumba de Héctor. Cuando los descubre Ulises, ella revela que uno es el hijo de él. Después de que Hermíone identifique a Telémaco y Astianacte sea llevado a la ejecución, Pirro manda que también muera Telémaco. Ulises entonces transige y se perdonan ambas vidas. Pirro, al oír que Andrómaca se suicidará si se ve obligada a casarse con él, acepta a Hermíone.

## Discografía
- Grabación en estudio. Intérpretes: Elena de la Merced (Andromaca), Flavio Oliver (Pirro), José Ferrero (Oreste), Beatriz Lanza (Ermione), María José Martos (Pilade), Pilar Moral (Clearte), Luis Soto (Astianatte). Cuarteto Canales: Juan Linares (violín), Esther Rubio (violín), Luis Llácer (viola) y Javier Albarés (violonchelo). Grabación en vivo, el 5 de julio de 2006, en el Patio de los Mármoles del Hospital Real de Granada.